# Villarrubia CF
Villarrubia CF is een Spaanse voetbalclub uit Villarrubia de los Ojos in de regio Castilla-La Mancha.  Jesús Santos Fiorito richtte de club in 1959 op en werd de eerste voorzitter.
De club debuteerde in het seizoen 2019/20 in de Segunda División B, het toenmalige derde niveau van het Spaans voetbal.  Dit eerste seizoen zou de ploeg op een mooie twaalfde plaats eindigen.  Het overgangsseizoen 2020/21 verliep heel moeilijk. De ploeg werd voor de eerste ronde ingedeeld in Subgroep 5B en eindigde op de achtste plaats.  Toen op het einde van de tweede ronde de ploeg op de vijfde plaats vertoefde, was voor seizoen 2021/22 een plek in de Tercera Division RFEF, oftewel het nieuwe vijfde niveau van het Spaans voetbal, een realiteit.
Atlético Baleares ·
CD Badajoz ·
CD Don Benito ·
Extremadura UD ·
Getafe CF B ·
Las Rozas CF ·
Atlético Madrid B ·
CF Internacional de Madrid ·
Real Madrid Castilla ·
UD Melilla ·
Mérida AD ·
CDA Navalcarnero ·
UD Poblense ·
Rayo Majadahonda ·
SS Reyes ·
UD Socuéllamos ·
CF Talavera de la Reina ·
CF Villanovense ·
Villarrubia CF ·
CP Villarrobledo